# Kubrat Pulew
Kubrat Wenkow Pulew (auch Kubrat Venkov Pulev geschrieben, bulgarisch Кубрат Венков Пулев; * 4. Mai 1981 in Sofia, Bulgarien) ist ein bulgarischer Profiboxer. Er wurde 2024 Weltmeister der WBA im Schwergewicht. Er war zudem Europameister der EBU und International Champion der IBF.  
2014 und erneut 2020 boxte er als Herausforderer um die WM-Titel der WBA, IBF, WBO und IBO, verlor dabei jedoch gegen Wladimir Klitschko bzw. Anthony Joshua. 
Sein jüngerer Bruder Terwel Pulew ist ebenfalls Profiboxer.

## Amateurkarriere
Kubrat Pulew wurde bereits als Kind von seinem Vater Wenko Pulew trainiert und bestritt seinen ersten Boxkampf im Alter von 13 Jahren. Später trainierte er in der Boxabteilung von ZSKA Sofia, seine Trainer waren unter anderem Borislaw Bojadschijew, Konstantin Petkow, Petar Lessow und Krassimir Tscholakow. 1998 wurde er im Alter von 17 Jahren in das bulgarische Nationalteam einberufen. Seine ersten internationalen Bewerbe waren die Junioren-Europameisterschaften 1999, wo er im Achtelfinale ausschied. Er begann seine Karriere im Halbschwergewicht (-81 kg), stieg aber dann ab 2001 ins Schwergewicht (-91 kg) und abschließend 2005 ins Superschwergewicht (+91 kg) auf.
Bei den Weltmeisterschaften 2001 unterlag er erst im Viertelfinale, beim Kampf um den Einzug in die Medaillenränge, gegen Sultan Ibragimow. Bei den Weltmeisterschaften 2003 hingegen verlor er noch in der Vorrunde gegen Odlanier Solís.
2004 schied er im Viertelfinale der Europameisterschaften gegen Wiktar Sujeu aus, gewann jedoch die EU-Meisterschaften desselben Jahres mit Siegen unter anderem gegen Dieter Roth und Vitalijus Subačius. 2005 unterlag er im Finale der EU-Meisterschaften gegen Roberto Cammarelle und gewann noch im selben Jahr eine Bronzemedaille bei den Weltmeisterschaften, als er erst im Halbfinale erneut gegen Odlanier Solís unterlegen war.
Eine weitere Bronzemedaille gewann er 2006 bei den Europameisterschaften, nach einer Niederlage im Halbfinale gegen Islam Timursijew. Bei den Weltmeisterschaften 2007 unterlag er im Achtelfinale gegen Roberto Cammarelle.
Im März 2008 gewann er das erste europäische Olympia-Qualifikationsturnier mit Siegen gegen Stefan Köber, Raitis Ritenieks, Jaroslavas Jakšto und Marko Tomasović. Er konnte daraufhin an den Olympischen Spielen 2008 in Peking teilnehmen, wo er im ersten Kampf gegen Óscar Rivas verlor.
2008 gewann er die Europameisterschaften und schlug dabei Primislav Dimovski, Marko Tomasović, Roman Kapitonenko und Denis Sergejew. Er nahm anschließend noch an den Weltmeisterschaften 2009 teil, wo er im Viertelfinale wieder gegen Roberto Cammarelle ausschied.
Pulew besiegte im Laufe seiner Amateurkarriere unter anderem Alexander Alexejew, Robert Alfonso, Roberto Cammarelle, Michail Gala, Krzysztof Głowacki, Wjatscheslaw Hlaskow, Grzegorz Kiełsa, Steffen Kretschmann, Alexander Powernow, Odlanier Solís, Erkan Teper, Islam Timursijew und Zhang Zhilei.

### Auswahl internationaler Turnierergebnisse
- Februar 2008: 1. Platz beim Strandja-Tournament in Bulgarien[16]
- September 2007: 2. Platz beim Golden Belt Tournament in Rumänien[17]
- Mai 2007: 1. Platz beim Chemiepokal in Deutschland[18]
- April 2007: 3. Platz beim Gee-Bee Tournament in Finnland[19]
- April 2006: 1. Platz beim Chemiepokal in Deutschland[20]
- April 2006: 1. Platz beim Gee-Bee Tournament in Finnland[21]
- März 2006: 1. Platz beim Beogradski Pobednik Tournament in Serbien[22]
- Februar 2006: 1. Platz beim Strandja-Tournament in Bulgarien[23]
- Oktober 2005: 1. Platz beim Grand Prix Ostrava in Tschechien[24]
- Mai 2005: 1. Platz beim Box-Am Tournament in Spanien[25]
- Februar 2005: 1. Platz beim Strandja-Tournament in Bulgarien[26]
- November 2004: 1. Platz beim Golden Gloves Tournament in Serbien[27]
- November 2003: 2. Platz beim Copenhagen Cup in Dänemark[28]
- September 2003: 1. Platz beim Albena Tournament in Bulgarien[29]
- Mai 2003: 1. Platz beim Box-Am Tournament in Spanien[30]
- Mai 2002: 3. Platz beim Ahmet Cömert Tournament in der Türkei[31]
- April 2002: 1. Platz beim Gee-Bee Tournament in Finnland[32]
- März 2002: 3. Platz beim Chemiepokal in Deutschland[33]
- Februar 2002: 1. Platz beim Strandja-Tournament in Bulgarien[34]
- April 2001: 1. Platz beim Gee-Bee Tournament in Finnland[35]
- März 2001: 1. Platz beim Trofeo Italia Tournament in Italien[36]
- Februar 2001: 2. Platz beim Strandja-Tournament in Bulgarien[37]
- April 1999: 1. Platz beim Olympic Ring Tournament in Bulgarien[38]

## Profikarriere (seit 2009)
Nach den Amateurweltmeisterschaften 2009 wechselte Pulew zu den Profis, unterschrieb einen Vertrag beim deutschen Boxstall Sauerland Event und bestritt seinen ersten Profikampf am 19. September 2009 im Jahnsportforum in Neubrandenburg. In seinem dritten Profikampf besiegte er den Nigerianer Gbenga Oluokun nach Punkten.
Im Jahr 2010 bestritt Pulew sechs Kämpfe, die er alle siegreich beenden konnte. Darunter waren u. a. ein K.-o.-Sieg gegen Matt Skelton und Punktsiege gegen Dominick Guinn und Paolo Vidoz.
Am 5. Mai 2012 gewann Pulew in Erfurt gegen Alexander Dimitrenko durch K. o. in der 11. Runde den Gürtel als Europameister (EBU), den er am 29. September 2012 gegen den Russen Alexander Ustinow, ebenfalls durch K. o. in der 11. Runde, verteidigte.
Im August 2013 gelang ihm ein deutlicher Punktsieg gegen Tony Thompson (USA). Nach dem Sieg legte er den Europameistergürtel nieder, da er zum Pflichtherausforderer von Wladimir Klitschko auf den Weltmeistergürtel nach Version der IBF ernannt wurde.
Pulew boxte im Dezember 2013 in Neubrandenburg gegen den Amerikaner Joey Abell, wo er durch TKO in der fünften Runde gewinnen konnte.
Seinen Kampf gegen Weltmeister Wladimir Klitschko am 15. November 2014 in der O2 World Hamburg verlor er in der 5. Runde durch K. o., nachdem er bereits in Runde 1 und 3 angezählt worden war.
Am 7. Mai 2016 gewann Pulew in der Hamburger Barclaycard Arena gegen den Briten Dereck Chisora erneut den Gürtel als Europameister der EBU nach mehrstimmiger Punktentscheidung, den er im November 2016 wieder niederlegte.
Bei seinem ersten Kampf in seiner Heimat Bulgarien gewann er am 3. Dezember 2016 in Sofia gegen den Nigerianer Samuel Peter durch Aufgabe in der 3. Runde und wurde Interkontinental-Meister der WBA. Diesen konnte er am 28. April 2017 ebenfalls in der Arena Armeec Sofia gegen den US-Amerikaner Kevin Johnson verteidigen. Im August 2017 legte er den WBA-Interkonti-Gürtel nieder, da er von der IBF zum Pflichtherausforderer von Weltmeister Anthony Joshua ernannt wurde.
Auf Anweisung der IBF sollte es am 28. Oktober 2017 im Principality Stadium in Cardiff zum langersehnten Duell gegen den Weltmeister Anthony Joshua kommen. Aufgrund einer Muskelverletzung Pulevs in der Vorbereitung musste er diesen Kampf absagen.
Im September 2018 wurde das Ende seiner Zusammenarbeit mit Sauerland Event bekannt und ist jetzt bei der Promotion-Firma Epic Sports and Entertainment unter Vertrag. Sein Trainer bleibt Ulli Wegner. Nach langen Verhandlungen kam es am 27. Oktober 2018 in der Arena Armeec Sofia zum IBF-WM-Ausscheidungskampf gegen den Briten Hughie Fury. Diesen Kampf gewann er einstimmig nach Punkten und ist somit erneut IBF-Pflichtherausforderer von Weltmeister Anthony Joshua.
Im Dezember 2018 unterschrieb Pulew einen mehrjährigen Co-Promotionvertrag mit dem US-Boxstall Top Rank unter Geschäftsführer und Boxpromoter Bob Arum. Durch diesen Vertrag werden seine Kämpfe nun neben seinem Heimatland Bulgarien nun auch in den USA vom US-Sender ESPN übertragen. In seinem ersten Kampf für seinen Co-Promoter traf er am 23. März 2019 in Costa Mesa (USA) auf den Rumänen Bogdan Dinu, den er in Runde 7 durch Knockout besiegen konnte. Seinen zweiten US-Kampf bestritt er am 9. November 2019 in Fresno (Kalifornien) gegen den US-Amerikaner Rydell Booker, den er einstimmig nach Punkten gewann.
Auf erneute Anweisung der IBF sollte es dann schließlich am 20. Juni 2020 im mit 62.000 Zuschauern umfassenden Tottenham Hotspur Stadium in London zum Showdown gegen Schwergewichts-Weltmeister Anthony Joshua kommen. Dieser musste jedoch wegen der Corona-Pandemie verschoben werden. Am 12. Dezember 2020 kam es schließlich zum Kampf. Pulew verlor in der 9. Runde durch K. o., nachdem er von Joshua zuvor 3 mal zu Boden gebracht wurde.
Ein für März 2024 geplanter Titelkampf gegen den Deutsch-Syrer Mahmoud Charr in Sofia wurde wegen einer Trainingsverletzung von Charr abgesagt. Der Weltmeisterschaftstitelkampf gegen Charr fand schließlich im Dezember desselben Jahres statt. Pulew gewann dabei einstimmig nach Punkten.

## Liste der Profikämpfe
| 32 Siege (14 K.-o.-Siege), 3 Niederlagen, 0 Unentschieden |               |                                                 | |                                                     |
| Jahr                                                      | Tag           | Ort                                             | Gegner | Ergebnis für Pulew                                  |
| 2009                                                      | 19. September | Jahnsportforum, Neubrandenburg, Deutschland     | Florian Benche | Sieg / TKO 2. Runde                                 |
| 2009                                                      | 17. Oktober   | O2 World Berlin, Berlin, Deutschland            | Serdar Uysal | Sieg / TKO 4. Runde                                 |
| 2009                                                      | 7. November   | Arena Nürnberg, Nürnberg, Deutschland           | Gbenga Oluokun | Punktsieg (einstimmig) / 6 Runden                   |
| 2009                                                      | 5. Dezember   | Arena Ludwigsburg, Ludwigsburg, Deutschland     | Zack Page | Punktsieg (einstimmig) / 6 Runden                   |
| 2010                                                      | 30. Januar    | Jahnsportforum, Neubrandenburg, Deutschland     | Matt Skelton | Sieg / KO 4. Runde                                  |
| 2010                                                      | 20. Februar   | Salle de la Préhalle, Herstal, Belgien          | Iossa Mondo | Sieg / Aufgabe 3. Runde                             |
| 2010                                                      | 13. März      | Max-Schmeling-Halle, Berlin, Deutschland        | Danny Batchelder | Sieg / TKO 2. Runde                                 |
| 2010                                                      | 1. Mai        | Weser-Ems-Halle, Oldenburg, Deutschland         | Evgeny Orlov | Sieg / Disqualifikation 7. Runde                    |
| 2010                                                      | 30. Oktober   | Stadthalle Rostock, Rostock, Deutschland        | Dominick Guinn | Punktsieg (einstimmig) / 8 Runden                   |
| 2010                                                      | 18. Dezember  | Max-Schmeling-Halle, Berlin, Deutschland        | Paolo Vidoz | Punktsieg (einstimmig) / 8 Runden                   |
| 2011                                                      | 12. Februar   | Kongrescenter, Herning, Dänemark                | Yaroslav Zavorotnyi                                                                                                 | Punktsieg (einstimmig) / 8 Runden                   |
| 2011                                                      | 7. Mai        | Koncerthuset, Kopenhagen, Dänemark              | Derric Rossy | Sieg / TKO 5. Runde                                 |
| 2011                                                      | 16. Juli      | Olympia-Eissportzentrum, München, Deutschland   | Maksym Pedyura | Punktsieg (einstimmig) / 8 Runden                   |
| 2011                                                      | 22. Oktober   | Arena Ludwigsburg, Ludwigsburg, Deutschland     | Travis Walker IBF-International Schwergewicht-Meisterschaft                                                         | Punktsieg (einstimmig) / 12 Runden                  |
| 2012                                                      | 14. Januar    | Baden-Arena, Offenburg, Deutschland             | Michael Sprott IBF-International Schwergewicht-Titelverteidigung                                                    | Sieg / Aufgabe 9. Runde                             |
| 2012                                                      | 5. Mai        | Erfurter Messe, Erfurt, Deutschland             | Alexander Dimitrenko IBF-International Schwergewicht-Titelverteidigung EBU-Europäische Schwergewicht-Meisterschaft  | Sieg / KO 11. Runde                                 |
| 2012                                                      | 29. September | Sporthalle Hamburg, Hamburg, Deutschland        | Alexander Ustinow IBF-International Schwergewicht-Titelverteidigung EBU-Europäische Schwergewicht-Titelverteidigung | Sieg / KO 11. Runde                                 |
| 2013                                                      | 24. August    | Sport- und Kongresshalle, Schwerin, Deutschland | Tony Thompson IBF-International Schwergewicht-Titelverteidigung                                                     | Punktsieg (einstimmig) / 12 Runden                  |
| 2013                                                      | 14. Dezember  | Jahnsportforum, Neubrandenburg, Deutschland     | Joey Abell IBF-International Schwergewicht-Titelverteidigung                                                        | Sieg / Aufgabe 4. Runde                             |
| 2014                                                      | 5. April      | Stadthalle Rostock, Rostock, Deutschland        | Ivica Perkovic | Sieg / Aufgabe 3. Runde                             |
| 2014                                                      | 15. November  | O2 World Hamburg, Hamburg, Deutschland          | Wladimir Klitschko IBF/IBO/WBA/WBO-Schwergewicht-Weltmeisterschaft                                                  | Niederlage / KO 5. Runde                            |
| 2015                                                      | 17. Oktober   | dm-Arena, Karlsruhe, Deutschland                | George Arias | Punktsieg (einstimmig) / 8 Runden                   |
| 2015                                                      | 5. Dezember   | Inselparkhalle, Hamburg, Deutschland            | Maurice Harris | Sieg / KO 1. Runde                                  |
| 2016                                                      | 7. Mai        | Barclaycard Arena, Hamburg, Deutschland         | Dereck Chisora EBU-Europäische Schwergewicht-Meisterschaft                                                          | Punktsieg (geteilte Entscheidung) / 12 Runden       |
| 2016                                                      | 3. Dezember   | Arena Armeec Sofia, Sofia, Bulgarien            | Samuel Peter WBA-Intercontinental Schwergewicht-Meisterschaft                                                       | Sieg / Aufgabe 3. Runde                             |
| 2017                                                      | 28. April     | Arena Armeec Sofia, Sofia, Bulgarien            | Kevin Johnson WBA-Intercontinental Schwergewicht-Titelverteidigung                                                  | Punktsieg (einstimmig) / 12 Runden                  |
| 2018                                                      | 27. Oktober   | Arena Armeec Sofia, Sofia, Bulgarien            | Hughie Fury | Punktsieg (einstimmig) / 12 Runden                  |
| 2019                                                      | 23. März      | The Hangar, Costa Mesa, USA                     | Bogdan Dinu | Sieg / KO 7. Runde                                  |
| 2019                                                      | 9. November   | Chukchansi Park, Fresno, USA                    | Rydell Booker | Punktsieg (einstimmig) / 10 Runden                  |
| 2020                                                      | 12. Dezember  | The SSE Arena Wembley, London, Großbritannien   | Anthony Joshua IBF/IBO/WBA/WBO-Schwergewicht-Weltmeisterschaft                                                      | Niederlage / KO 9. Runde                            |
| 2022                                                      | 14. Mai       | Kia Forum, Inglewood, USA                       | Jerry Forrest | Punktsieg (einstimmig) / 10 Runden                  |
| 2022                                                      | 9. Juli       | The O2 Arena, Greenwich, Großbritannien         | Dereck Chisora WBA-International Schwergewicht-Meisterschaft                                                        | Punktniederlage (geteilte Entscheidung) / 12 Runden |
| 2023                                                      | 14. Dezember  | The Hangar, Costa Mesa, USA                     | Andrzej Wawrzyk | Punktsieg (einstimmig) / 10 Runden                  |
| 2024                                                      | 30. März      | Arena Armeec Sofia, Sofia, Bulgarien            | Ihor Shevadzutskyi                                                                                                  | Punktsieg (einstimmig) / 12 Runden                  |
| 2024                                                      | 7. Dezember   | Sofia Hall, Sofia, Bulgarien                    | Mahmoud Charr WBA-Schwergewicht-Weltmeisterschaft                                                                   | Punktsieg (einstimmig) / 12 Runden                  |
| Quelle: Kubrat Pulew in der BoxRec-Datenbank              |               |                                                 | |                                                     |